# Robotis Bioloid

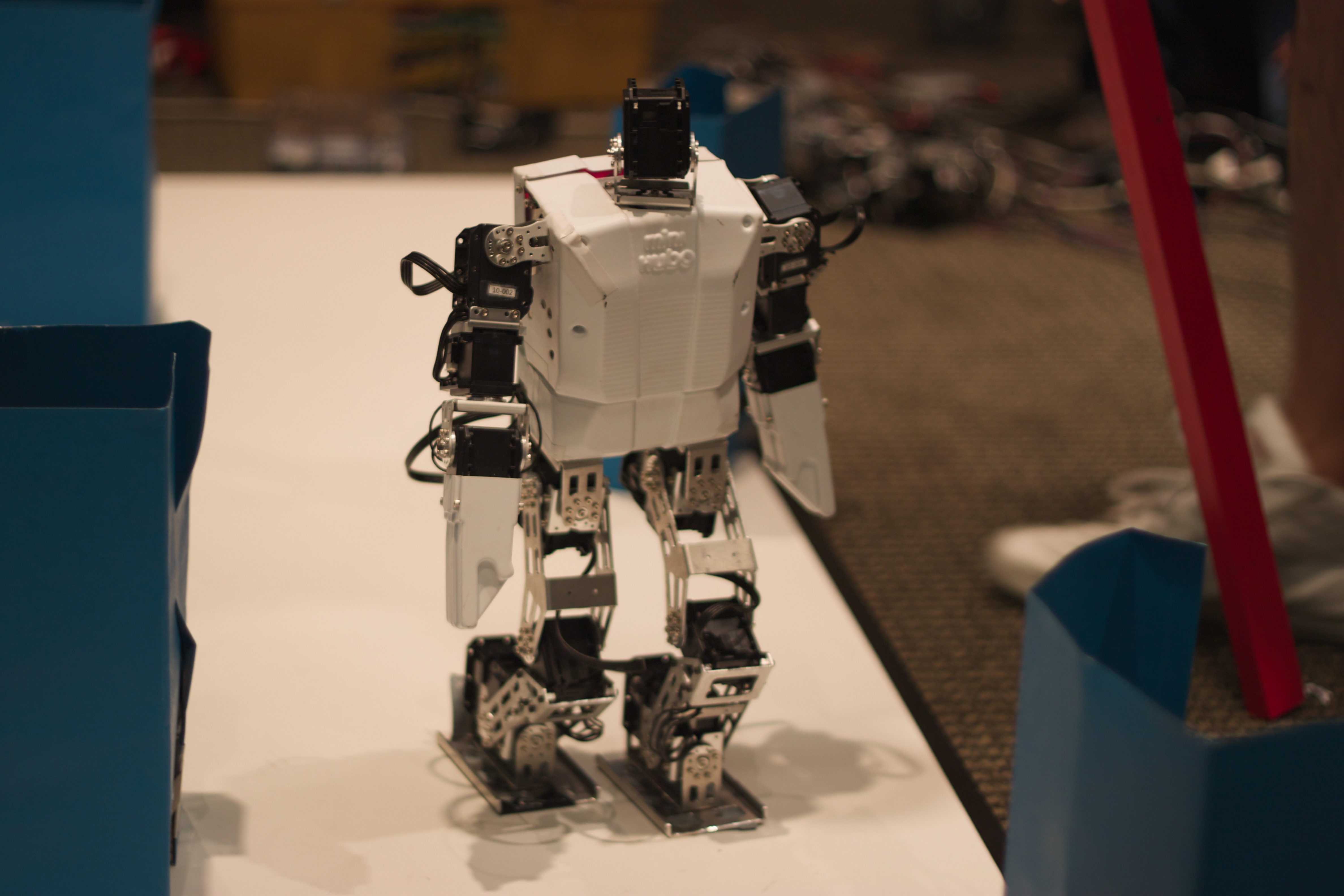
Шагающий робот, собранный из набора Robotis Bioloid.

Robotis Bioloid — набор для создания робота, производимый корейской фирмой Robotis  (англ.). Набор предназначен для образовательных целей а также для тех, кто увлекается робототехникой. Набор Bioloid включает в себя небольшие сервоприводы, называемые Dynamixels  (англ.) и представляющие собой самостоятельные модули, с помощью которых могут быть собраны роботы различной конструкции, например колёсные или шагающие роботы. Набор Bioloid схож с наборами LEGO Mindstorms от компании LEGO и Vex Robotics Design System от компании VEX Robotics. Набор используется в Военно-морской академии США как учебное оборудование в курсе машиностроения. Также набор Bioloid часто используют участники международных соревнований RoboCup.
В комплект Bioloid входят сервоприводы Dynamixels, набор сенсоров, программное обеспечение, включающее в себя среду 3D моделирования и среду программирования на С-подобном языке. Количество приводов достаточно, чтобы изготовить механизм с восемнадцатью степенями свободы.
Благодаря удобству использования и программирования сервомодулей Dynamixel, а также простоте программного обеспечения R+ Motion, управление движениями человекоподобных роботов ROBOTIS стало доступно даже начинающим робототехникам.
Популярность робототехнической платформы ROBOTIS-OP в мире позволила появиться на свет множеству интересных проектов.

## Модельный ряд
Существует несколько комплектаций набора Robotis Bioloid:
- Bioloid Beginner Kit — набор, позволяющий собрать до 14 вариантов конструкции робота (снят с производства).
- Bioloid Comprehensive Kit — набор, позволяющий собрать до 26 вариантов конструкции робота (снят с производства).
- Bioloid Expert Kit — набор, предназначенный для образовательных и исследовательских целей[3].
- Bioloid Premium Kit — наиболее новая, модернизированная версия набора Robotis Bioloid.
- Bioloid STEM — образовательный комплект для изучения науки, технологии, инженерии и математики.

## Скандал в России
Во время визита Президента России Владимира Путина в Санкт-Петербургское Суворовское военное училище 23 апреля 2019 года, курсанты продемонстрировали ему роботов Robotis Bioloid в качестве собственного изобретения, но потом выяснилось что они представляли модель распознавания речи.